# Antigonë
Antigonë è una frazione del comune di Argirocastro in Albania (prefettura di Argirocastro).
Fino alla riforma amministrativa del 2015 era comune autonomo, dopo la riforma è stato accorpato, insieme agli ex-comuni di Argirocastro, Cepo, Lazarat, Lunxhëri, Odrie e Picar  a costituire la municipalità di Argirocastro.
Nei pressi della città sono presenti le rovine di Antigonea, antica città fondata da Pirro.